# Сигизмунд Август в виленском саду
«Сигизмунд Август в виленском саду» (пол. Zygmunt August w ogrodzie wileńskim) — рисунок польского художника Яна Матейко на исторический сюжет, созданный в 1865 году. Хранится в Национальном музее в Варшаве.
Матейко изобразил короля польского и великого князя литовского Сигизмунда Августа сидящим на скамье под деревом.